# STV Horst-Emscher
Le STV Horst-Emscher-Husaren fut un club allemand de football basé dans le district de "Horst" à Gelsenkirchen, en Rhénanie-du-Nord-Westphalie.
Sous la dernière appellation "STV Horst-Emscher-Husaren" joua une reconstitution de l'ancien STV Horst-Emscher qui évolua dans les plus haute divisions allemandes (Gauliga, Oberliga, Regionalliga) entre la fin des années 1930 et la fin des années 1960.
À la suite de l'arrêt des activités du club, pour raisons financières, ses installations ont été reprises par le BV 1962 Horst Sûd.

## Repères historiques
- 1892 - fondation di TURN VEREIN HORST 1892 (Gymnastique).
- 1906 - TURN VEREIN HORST 1892 créa une section Football.
- 1920 - fusion de la section football du TURN VEREIN HORST 1892 avec celle du TURN GEMEINSCHAFT HORST 1912 pour former SPIEL-und-TURN VEREIN (STV) HORST-EMSCHER.
- 1973 - 15/05/1973, SPIEL-und-TURN VEREIN HORST-EMSCHER fusionna avec SPORT GEMEINDE EINTRACHT GELSENKIRCHEN pour former SPIEL-und-TURN VEREIN EINTRACHT GELSENKIRCHEN-HORST.
- 1978 - La fusion de 1973 est stoppée, SPIEL-und-TURN VEREIN HORST-EMSCHER reprit son chemin de manière indépendante.
- 1999 - SPIEL-und-TURN VEREIN HORST-EMSCHER est déclaré en faillite.
- 1999 - reconstitution du club sous le nom de SPIEL-und-TURN VEREIN HORST-EMSCHER HUSAREN.
- 2007 - SPIEL-und-TURN VEREIN HORST-EMSCHER HUSAREN cessa ses activités pour causes d'arriérés de cotisations sociales.

## Joueurs connus
- Heinz Flotho
- Alfred Kelbassa
- Berni Klodt
- Lambert Rondhuis
- Olaf Thon